# Alexandre Ivanov
Pour les articles homonymes, voir Aleksandr Ivanov et Ivanov.
Alexandre Andreïevitch Ivanov, né le 28 juillet 1806 -16 juillet dans le calendrier julien- à Saint-Pétersbourg et mort le 15 juillet 1858 (3 juillet) dans la même ville est un peintre russe néoclassique.

## Biographie
Il est le fils d'Andreï Ivanov, peintre de sujets historiques et professeur à l'Académie des Beaux-arts de Saint-Pétersbourg. Après sa formation à l'Académie Alexandre part en Italie, en 1831. Il s'y fait comme amis le modèle Vittoria Caldoni et le peintre Grigori Laptchenko qui partiront s'installer en Russie à la fin des années 1830. Ivanov reste durant 28 ans en Italie et ne revient à Saint-Pétersbourg que deux mois avant sa mort. Le 3 juillet 1858, Ivanov meurt du choléra à 51 ans.

### Chronologie
- 1817: Entre à l'Académie des Beaux-Arts de Saint-Pétersbourg.
- 1824: Reçoit une petite médaille d'or pour son tableau intitulé : Priam sollicitant d'Achille le corps d'Hector.
- 1827: Reçoit une grande médaille d'or pour son tableau intitulé : Joseph dans le cachot.
- 1828: Le conseil de l'Académie lui décerne le titre d'Artiste avec rang de 14e classe.
- 1829: Ivanov rompt ses fiançailles avec la fille d'un professeur de l'Académie de musique.
- 1830: Voyage en Allemagne, il copie la Madone de la chapelle Sixtine à la Galerie de Dresde, il se rend aussi en Autriche et en Italie du Nord, ensuite à Florence il visite les Offices et le Palais Pitti. Il peint la Vénus des Médicis.
- 1831: Se rend à Rome
- 1831-1832: Copie la fresque de la Chapelle Sixtine. Fait la connaissance de Rojaline.
- 1833: Esquisses Les frères de Joseph.
- 1834: Tableau Apollon et Hyacinthe.
- 1834: Printemps : Visite Bologne, Ferrare, Venise, Padoue, Vicence, Vérone, Brescia, Bergame, Milan, Parme.
- 1834-1835: Tableau : L'Apparition du Christ à Marie Madeleine après la Résurrection.
- 1836: Reçoit le prix de l'Académie pour son Christ.
- 1837: Tableau : la Venue du Messie ou L'Apparition du Christ au peuple (Terminé en 1857).
- 1837: Voyage en Italie, à Florence, Orvieto, Assise, Livourne et d'autres villes.
- 1838: Fait la connaissance de Nicolas Gogol.
- 1839: Retourne dans le nord de l'Italie.
- 1841: Peint deux portraits de Gogol.
- 1842-1844: Maladie des yeux. Se fait soigner à Florence. Fait la connaissance de Tchijov.
- 1845: Visite de l'Empereur Nicolas Ier à son atelier de Rome.
- 1845: réalisation de La Voie Appienne (Via Appia) au soleil couchant
- 1847: Fait la connaissance de Herzen.
- 1848: Mort du père de l'artiste, académicien à l'Académie des Beaux-Arts de Saint-Pétersbourg.
- 1850: Lecture de La vie du Christ de David Strauss. Cette œuvre présente Jésus comme un personnage historique mais non divin.
- 1851-1857: Esquisses bibliques. Ce sont des illustrations de la Bible qui se basent sur la Vie de Jésus de David Strauss[2].
- 1857: Voyage à Vienne et à Interlaken pour se faire soigner les yeux.
- 1857: En septembre à Londres, rend visite à Herzen.

Pendant les dix dernières années de sa vie, le peintre se consacre à la réalisation de Scènes de l'Histoire sainte. Ce sont 250 esquisses admirables par leur luminosité et leur profondeur spirituelle. Il pensait convertir ces esquisses en peintures murales pour une église qui aurait représenté les différentes facettes de la spiritualité humaine. Ce projet lui tenait tellement à cœur qu'il donna toutes les excuses possibles pour ne pas les représenter à la cathédrale Saint-Isaac préférant rester dans l'idée que ces esquisses se trouveraient un jour dans l'église dont il rêvait. C'est son contemporain Karl Brioullov qui décora l'impressionnant dôme central de cette cathédrale d'une Vierge entourée de saints et d'anges.

## Œuvres et Influence
Il est le peintre religieux le plus influent de son époque. Après s'être fait connaître par des tableaux aux sujets mythologiques, il entreprend la réalisation de L'Apparition du Christ au peuple. C'est une toile immense qui nécessita la construction de pavillons spéciaux pour la présenter au public de Saint-Pétersbourg. Ivanov passa vingt ans à la réaliser, à Rome, où il était boursier de l'Académie. Il ne fut jamais satisfait de son œuvre et la considéra toujours comme inachevée. Son tableau a, en effet, un côté laborieux et ses études préparatoires présentent souvent un intérêt, une vivacité plus grande qui ne se retrouve pas dans l'assemblage que constitue l'œuvre finale. En mai 1858 Ivanov de retour de Rome à Saint-Pétersbourg, passe par la France et l'Allemagne à Tübingen chez son idole David Strauss auteur d'une Vie de Jésus. Il expose en Russie : L'Apparition du Christ au peuple appelée aussi la Venue du Messie. Ce tableau débuté vingt ans plus tôt n'attire plus, en 1858, le succès espéré, malgré le prodigieux effort qu'il représente et la perfection de sa réalisation. Il reste malgré tout un monument imposant de la peinture russe du XIXe siècle.
Ivanov n'a pas réussi comme il l'espérait à agir sur le développement de l'art de son pays.
Il a ouvert une route ambitieuse avec L'Apparition du Christ au peuple sur lequel il a travaillé vingt ans à Rome. Mais à Rome il était loin de son pays natal et cette grande œuvre n'a été connue qu'en 1857 un an avant sa mort. C'est pourquoi il n'a pas eu grande influence sur le groupe des Ambulants. Ce n'est qu'à la fin du XIXe siècle qu'un autre artiste va pouvoir être considéré comme son héritier et comme son disciple : Mikhaïl Vroubel. Ivanov a toutefois complètement bouleversé ses croyances et ses idées après la révolution de 1848 qui se produisit en Europe sous le nom de Printemps des peuples et sous l'influence de sa lecture de la Vie de Jésus de David Strauss. Il en vint à créer ses Scènes de l'Histoire sainte que forment les 250 merveilleuses illustrations de la Bible, qui échappent totalement à l'académisme dans lequel il était longtemps resté confiné.

## Galerie

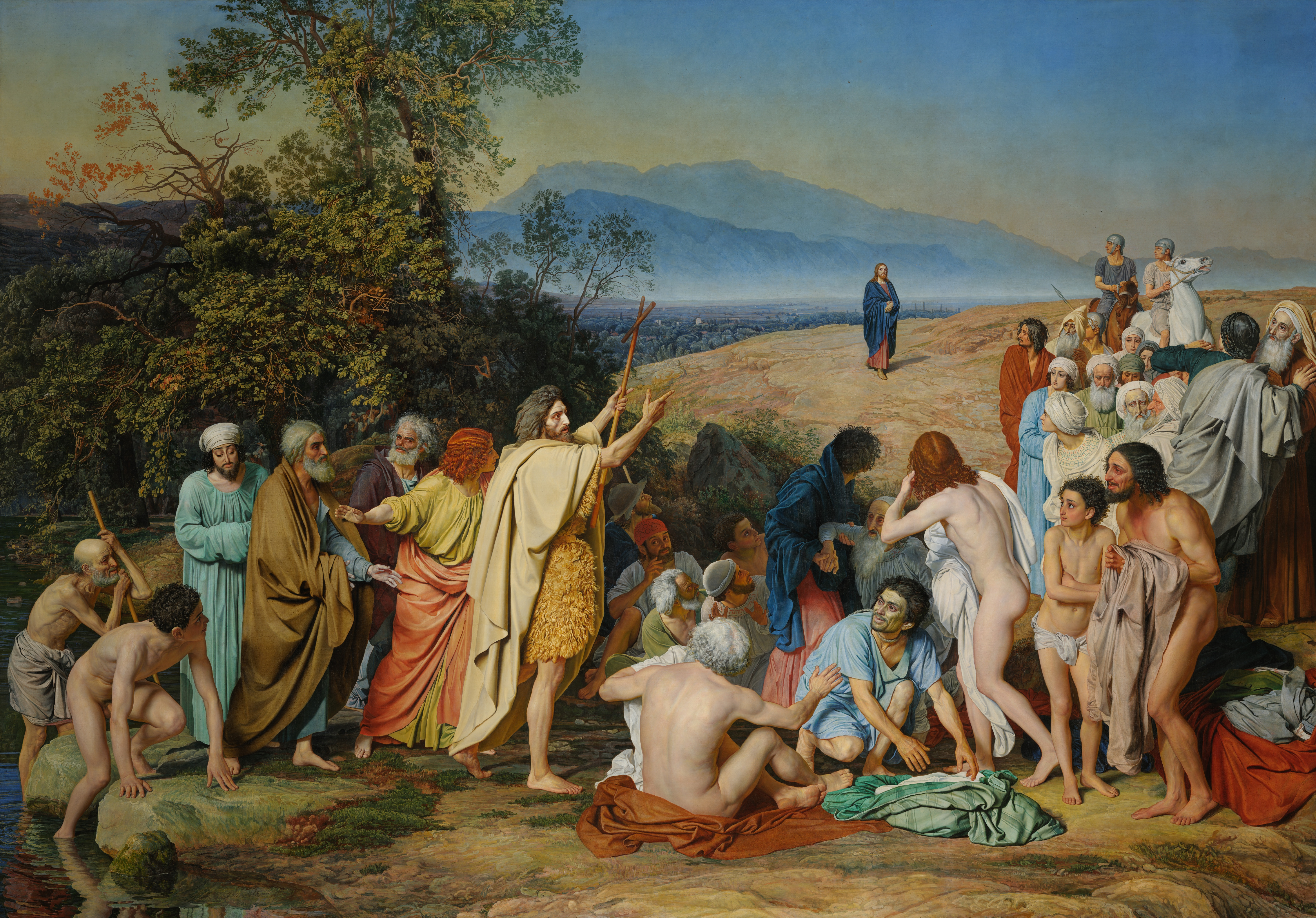
L'Apparition du Christ au peuple (1837–1857)
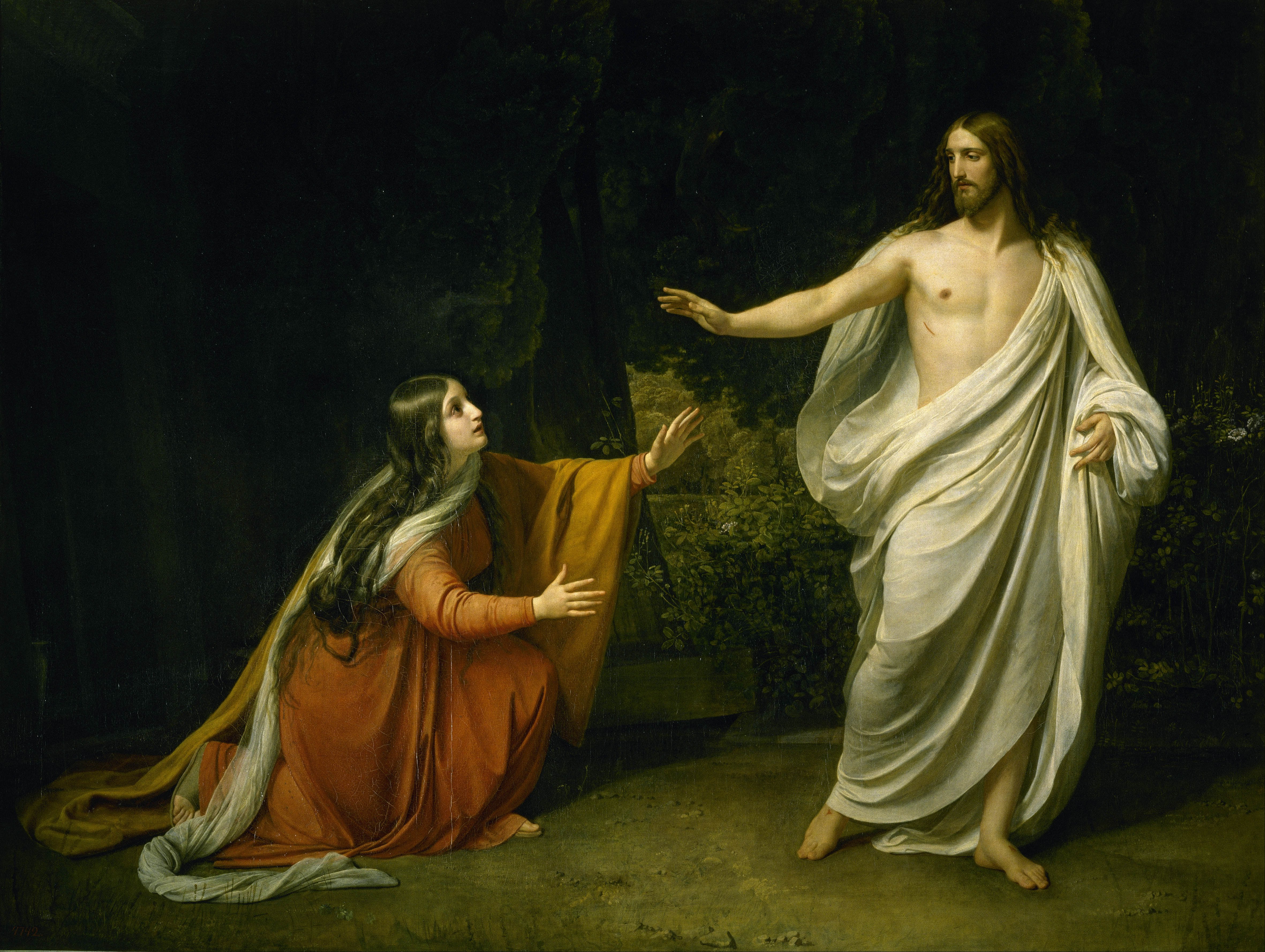
L'Apparition du Christ à Marie Madeleine après la Résurrection (1835)
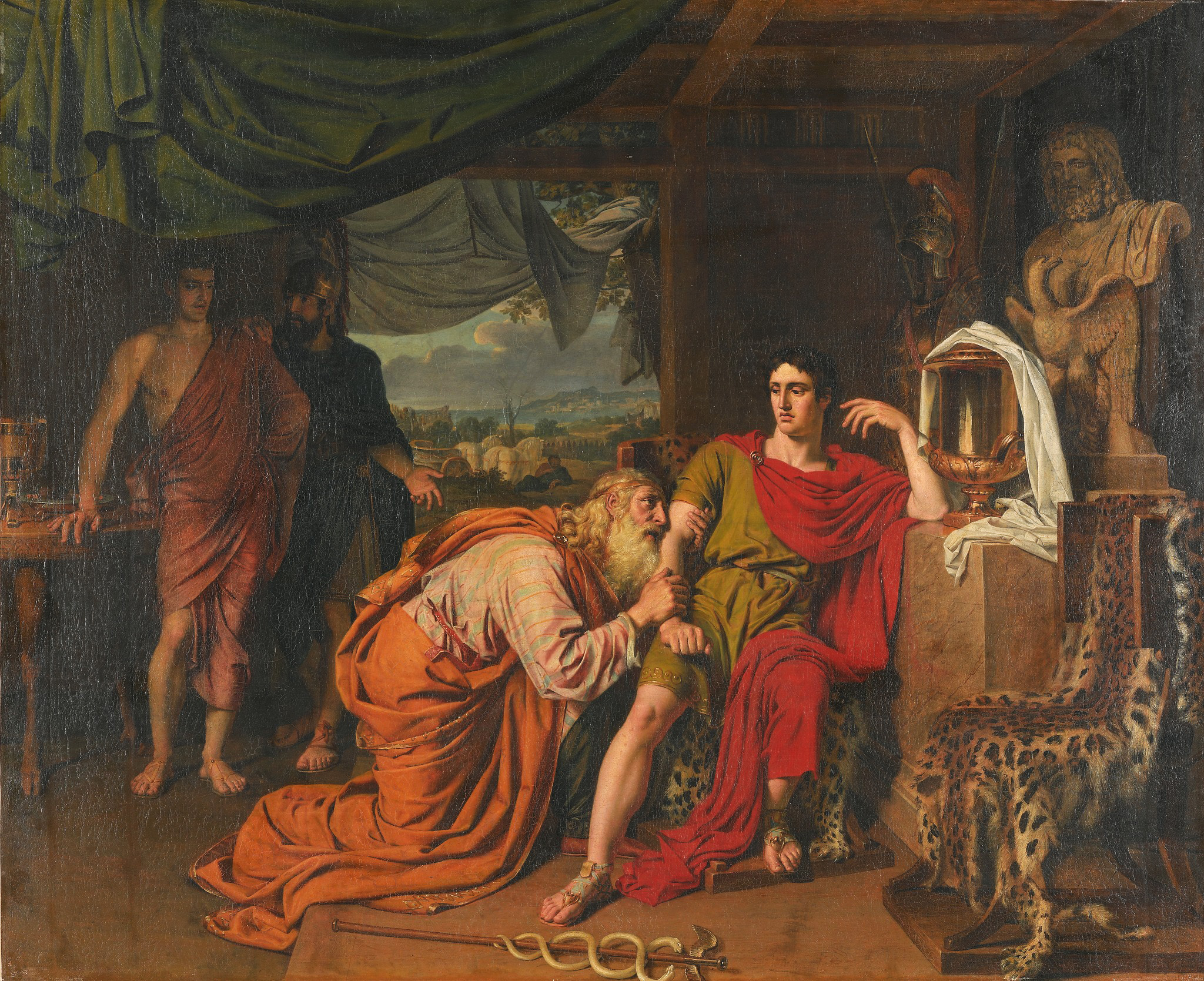
Priam suppliant Achille de lui rendre le corps d'Hector (1824)
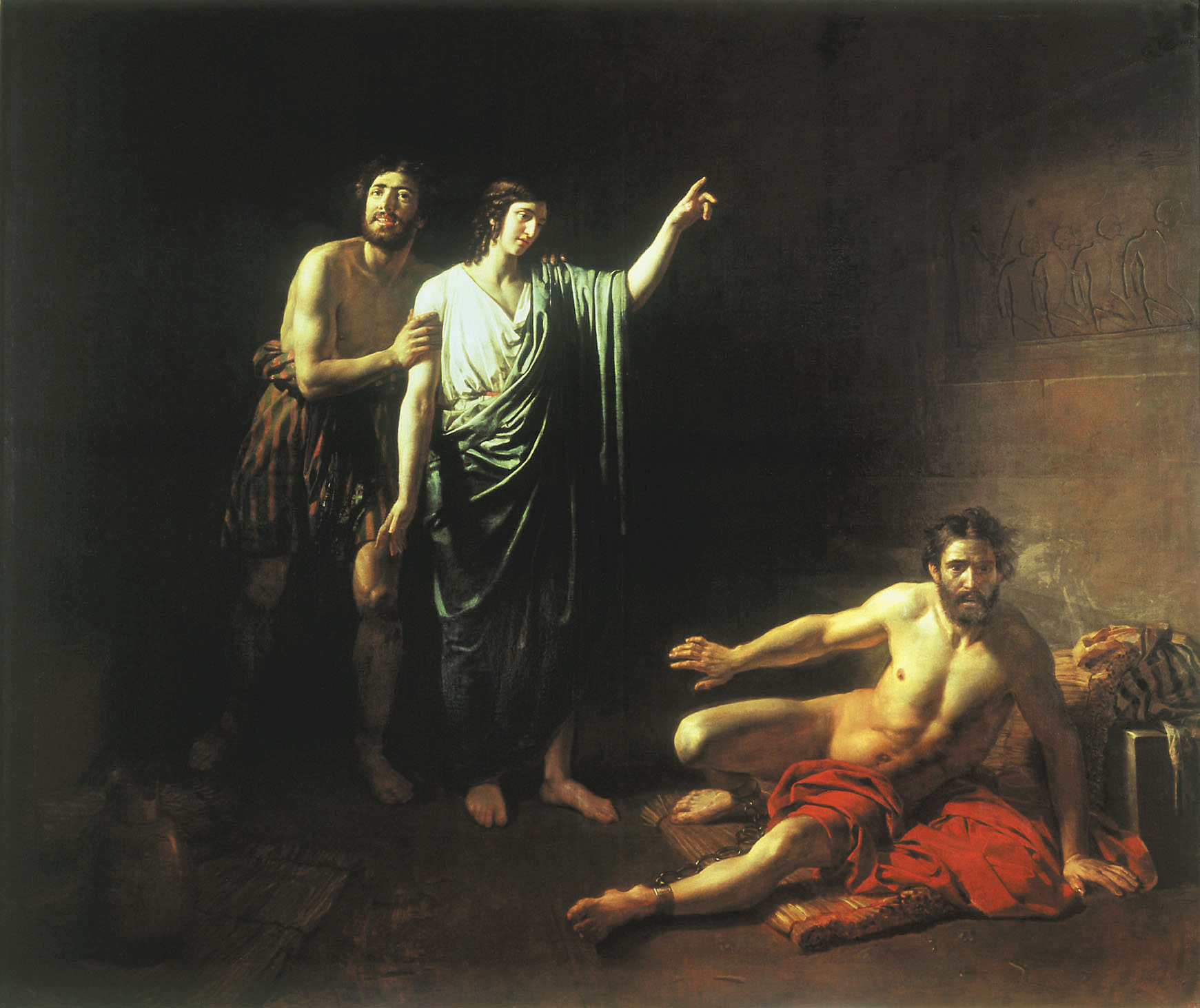
Joseph dans le cachot (1826)
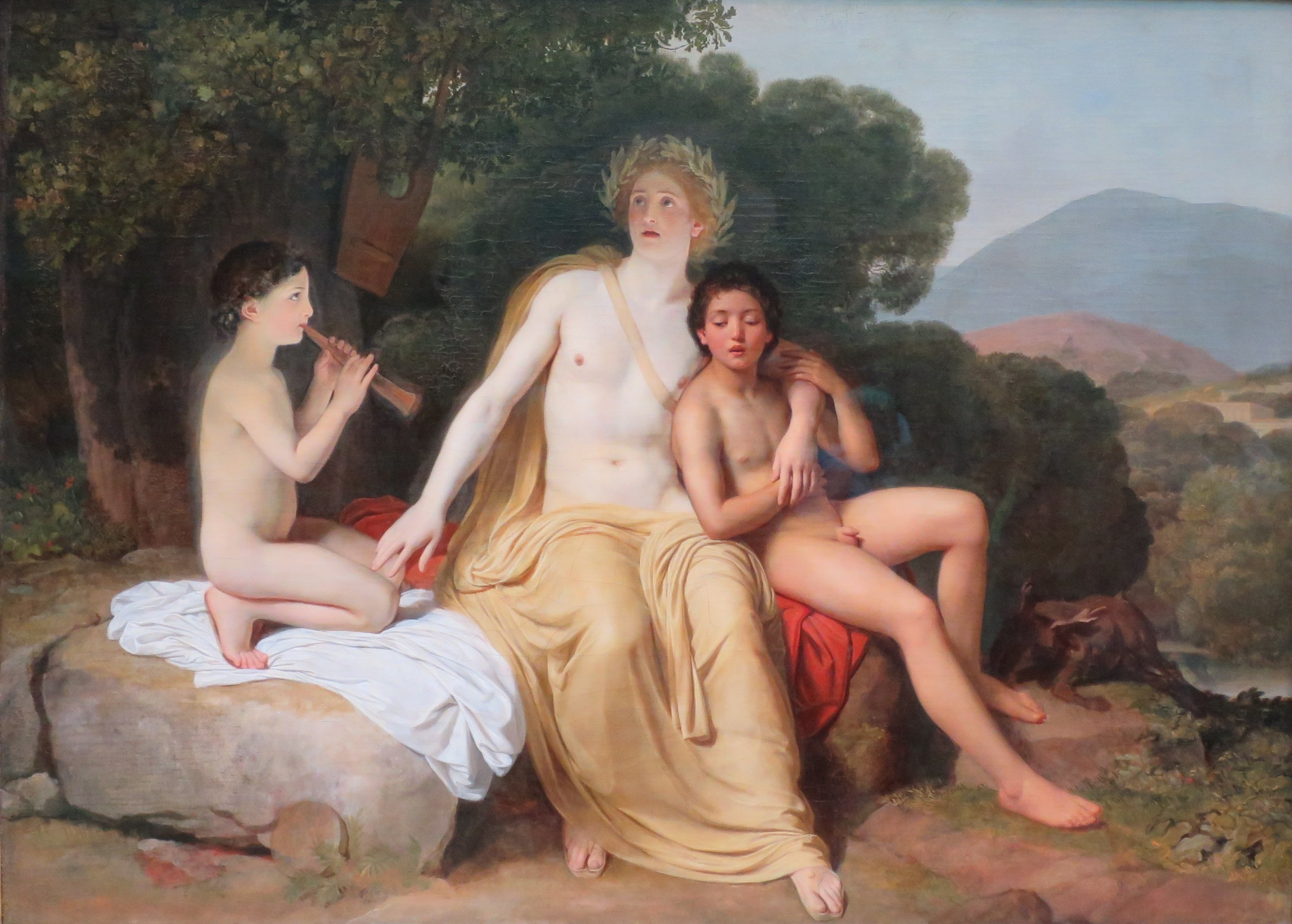
Apollon, Hyacinthe et Cyprès faisant de la musique et chantant (1831-1834)
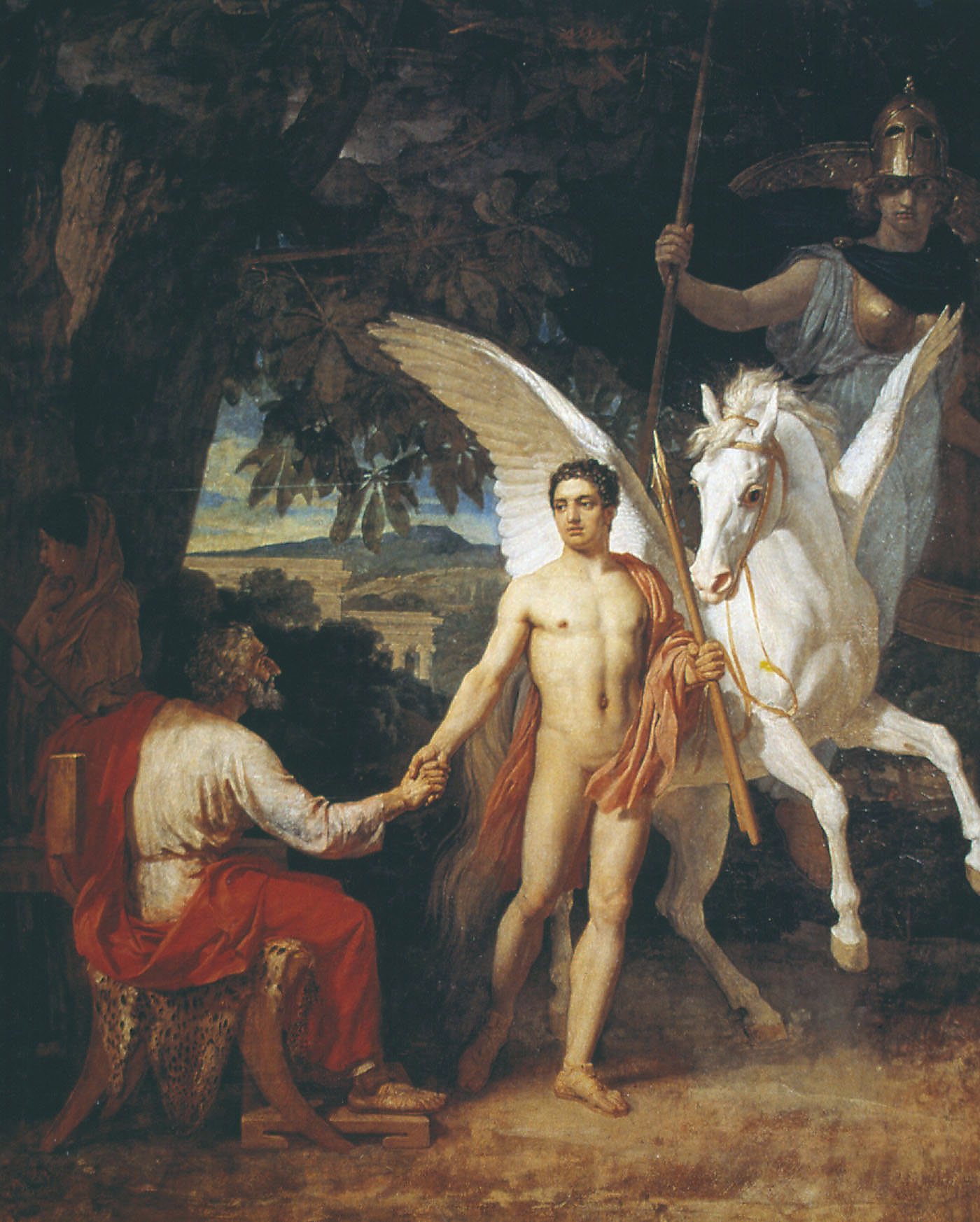
Bellérophon s'apprêtant à partir combattre la Chimère (1829)
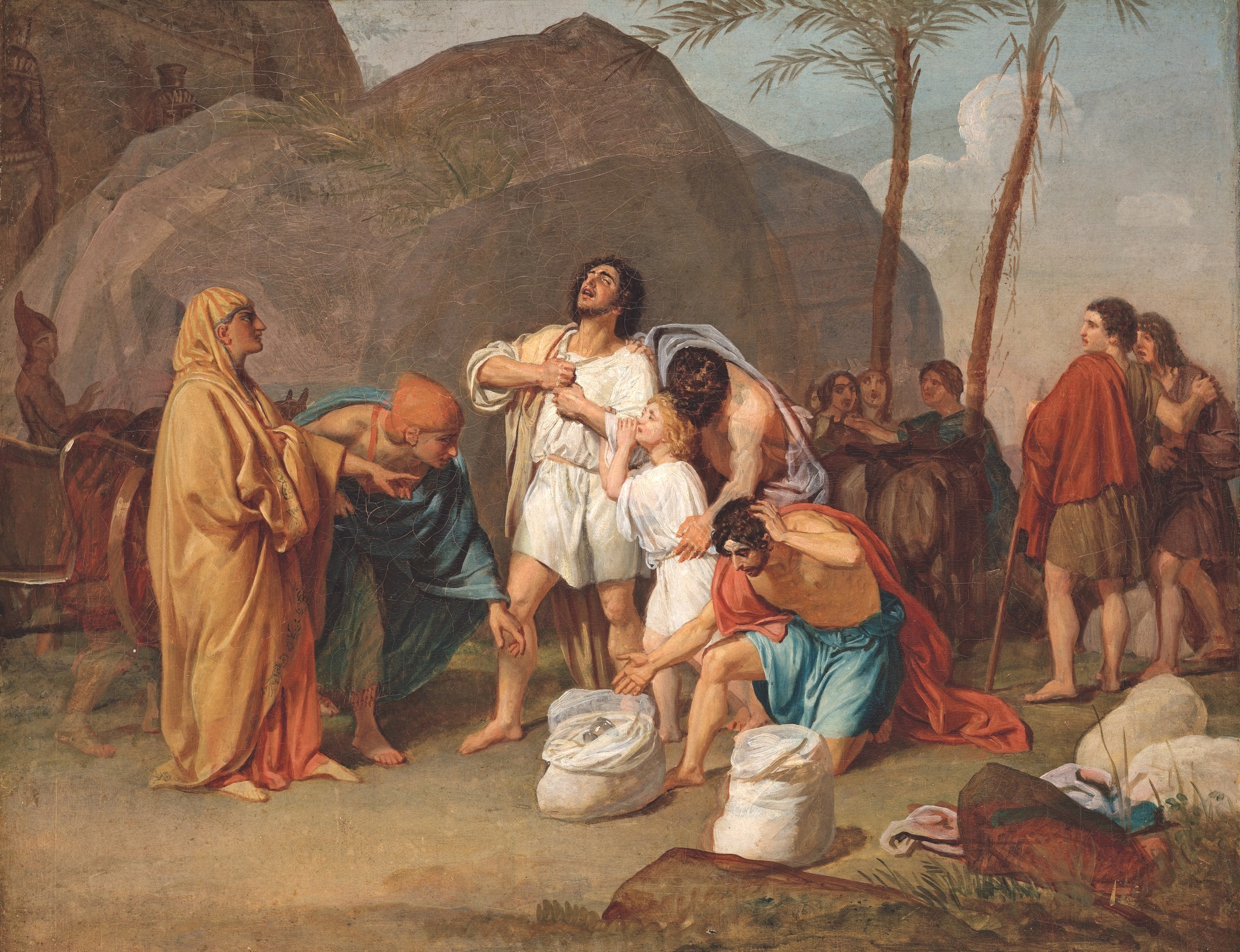
Les frères de Joseph trouvent la timbale d'argent dans le sac de Benjamin (étude, 1831-1833) (Scènes de l'Histoire sainte)
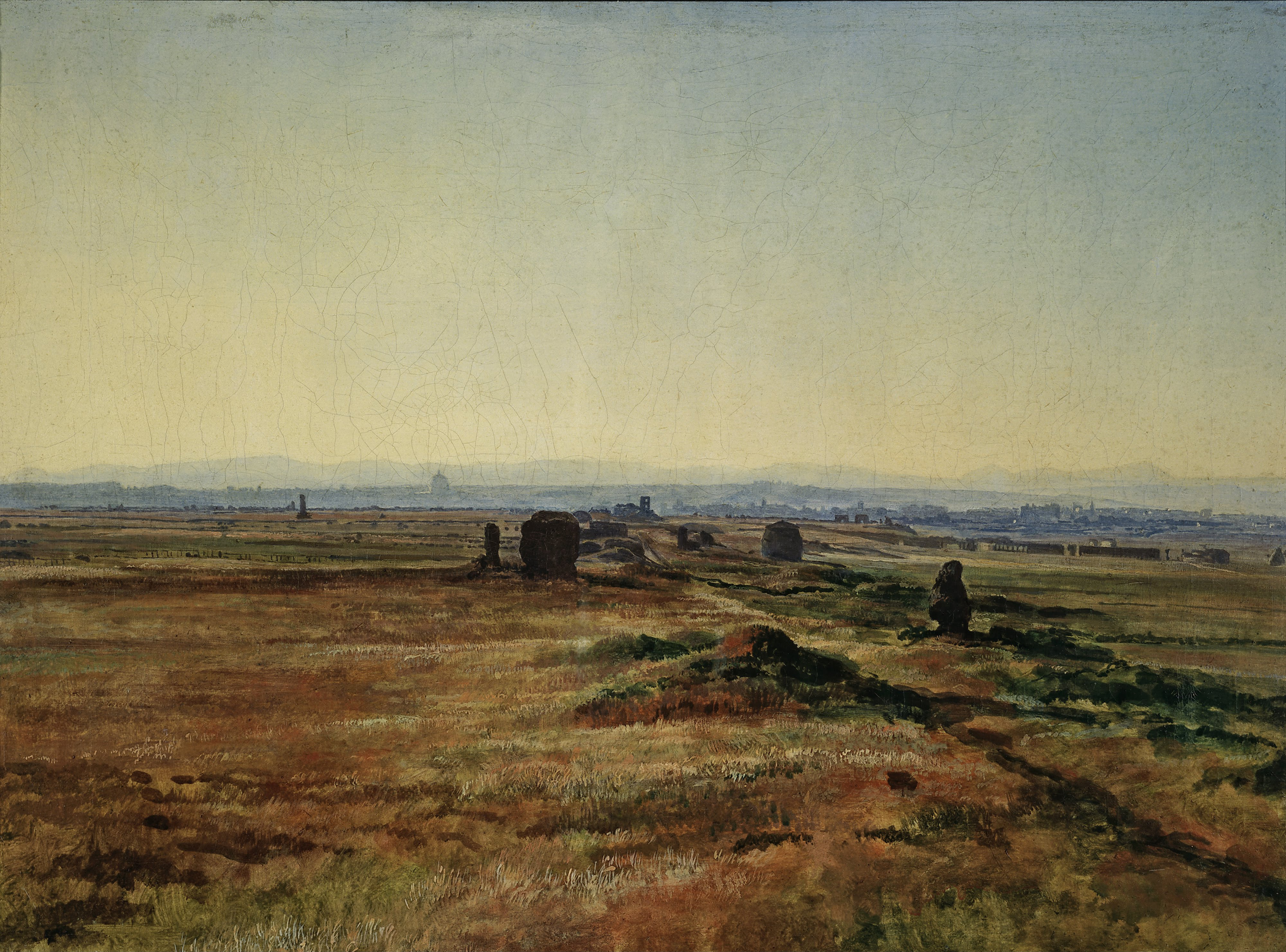
La Voie Appienne (Via Appia) au soleil couchant (1845)
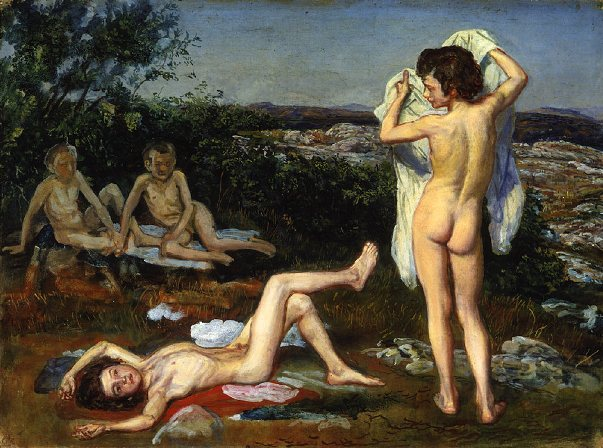
Baignade de quatre garçons (1824)
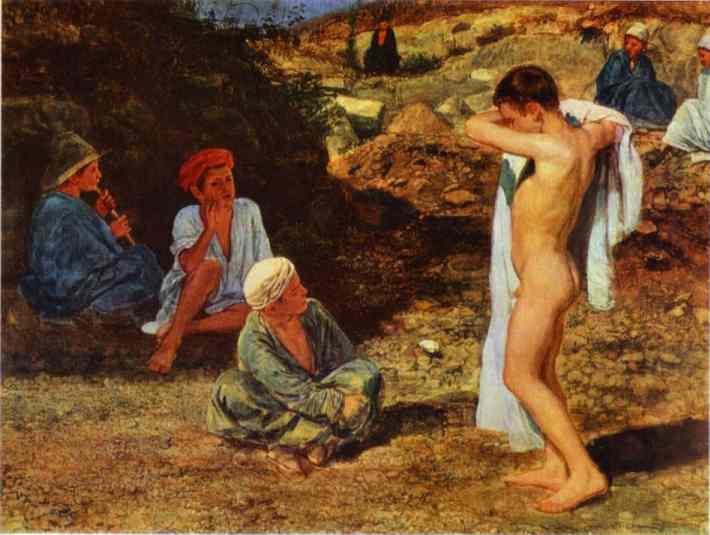
Sept garçons, étude pour l'Apparition du Christ au peuple
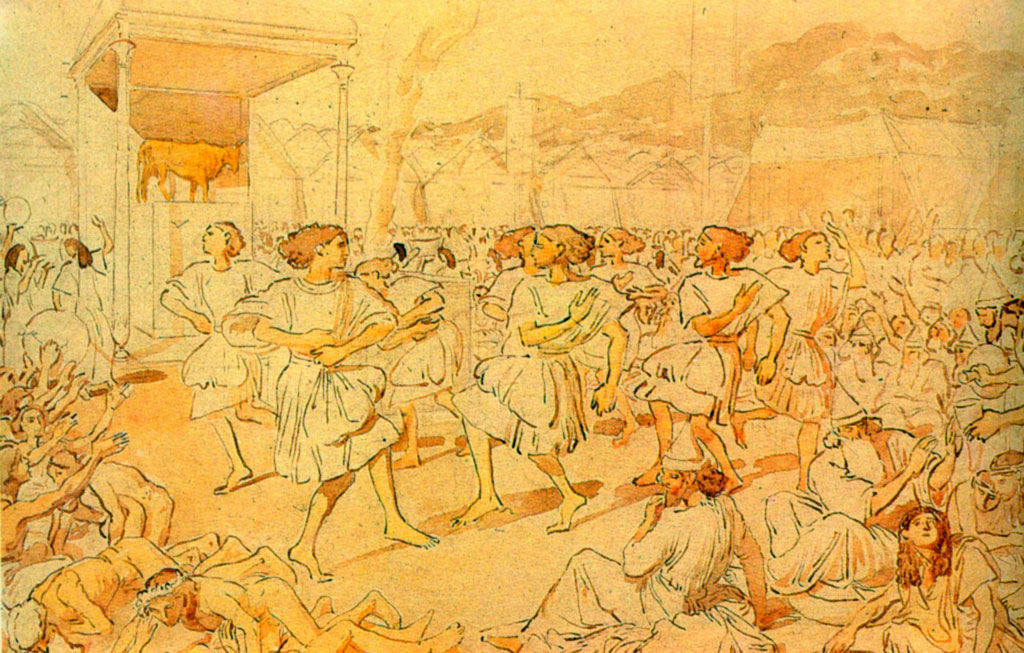
Esquisse: danse devant le Veau d'or (Scènes de l'Histoire sainte)
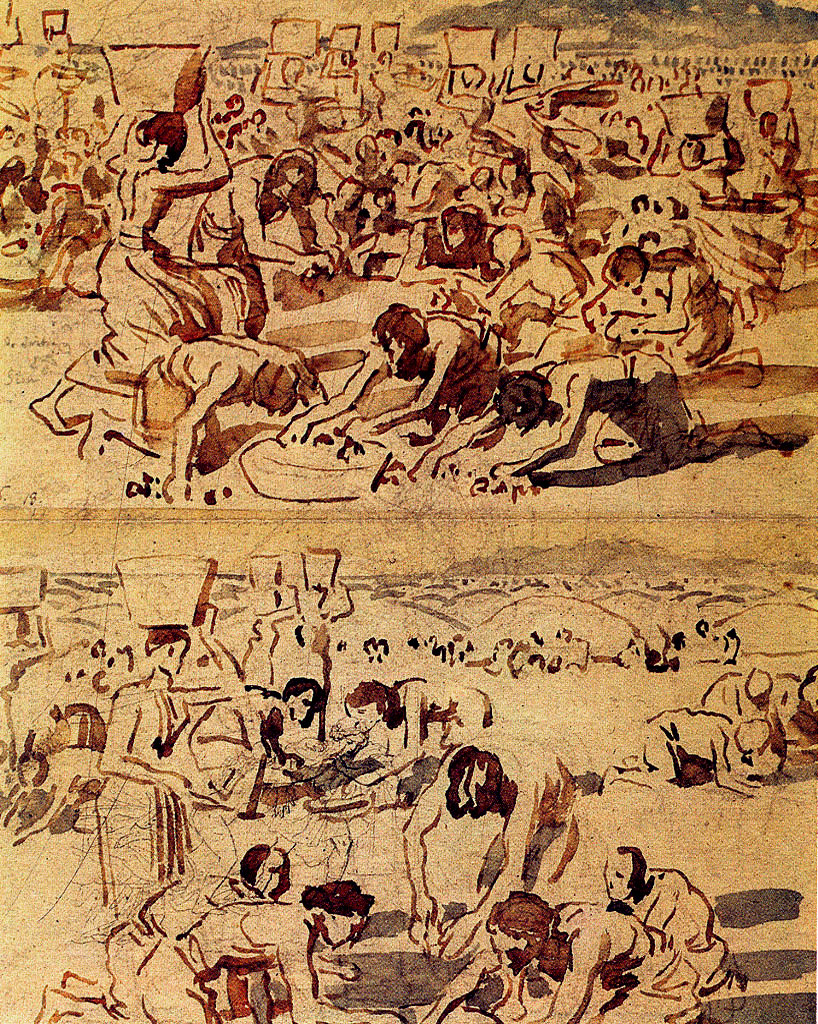
Esquisse: Récolte de la manne (Scènes de l'Histoire sainte)
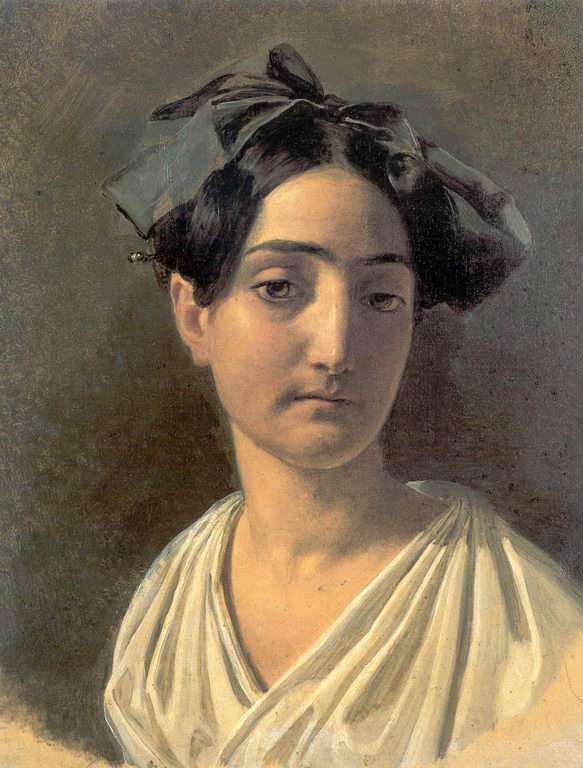
Portrait de Vittoria Caldoni (1834)
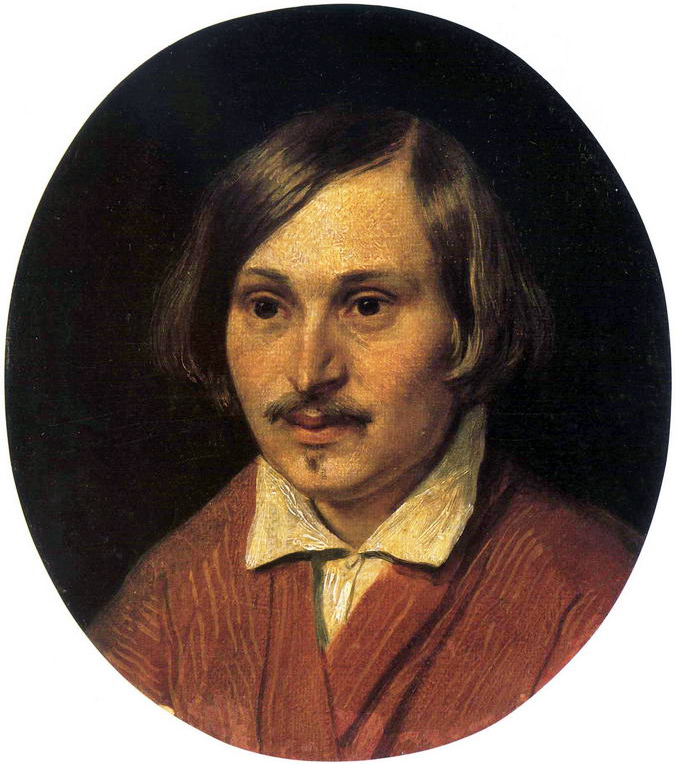
Portrait de Nicolas Gogol (1841)